# Abdelaziz Bouteflika
Pour les articles homonymes, voir Bouteflika.
Abdelaziz Bouteflika (arabe : عبد العزيز بوتفليقة , en berbère : Ɛebdelɛaziz Butefliqa), né le 2 mars 1937 à Oujda (Maroc) et mort le 17 septembre 2021 à Zéralda (Algérie), est un homme d'État algérien, président de la République algérienne démocratique et populaire du 27 avril 1999 au 2 avril 2019.
Il est engagé après l'injonction aux étudiants de rejoindre en mai 1956 l'Armée de libération nationale (ALN) au Maroc pendant la guerre d'Algérie. Membre du clan d'Oujda, il se lie avec Houari Boumédiène, sous l'égide duquel il progresse rapidement dans l'appareil administratif de l'« armée des frontières ».
Élu député de Tlemcen en 1962, il est ministre de la Jeunesse, des Sports et du Tourisme dans le premier gouvernement Ahmed Ben Bella, de 1962 à 1963. Il occupe ensuite les fonctions de ministre des Affaires étrangères de 1963 à 1979, dans les trois gouvernements Ahmed Ben Bella — dont il contribue à la chute en participant au coup d'État de 1965 — et les quatre gouvernements Houari Boumédiène.
Après la mort de Boumédiène, il est de 1979 à 1980 ministre conseiller du président de la République. Accusé d’extorsion de fonds, il est contraint à l'exil de 1981 à 1987. Durant la guerre civile des années 1990, il se montre plus modéré que le président Liamine Zéroual.
Candidat indépendant à l'élection présidentielle de 1999, Abdelaziz Bouteflika l'emporte de façon controversée au premier tour, avec 73,8 % des suffrages, après le retrait de tous les candidats, dont les noms ne sont cependant pas retirés des bulletins de vote.
Le début de sa présidence est marqué par la fin de la guerre civile. Il est réélu au premier tour des élections présidentielles de 2004 (85 % des voix), de 2009 (90,2 %) et de 2014 (81,5 %). Il est ainsi le chef de l’État algérien étant resté le plus longtemps en fonction. Il est également ministre de la Défense à partir de 2002 et président d'honneur du Front de libération nationale (FLN) à partir de 2005.
Après avoir été victime en 2013 d'un grave accident vasculaire cérébral, il voit son état de santé se dégrader : sa mobilité est réduite et il n’effectue que de rares apparitions. Son aptitude à gouverner le pays est régulièrement remise en question et son entourage accusé d'exercer une influence considérable, en particulier son frère Saïd Bouteflika, alors que des scandales de corruption éclatent.
À l'approche de l'élection présidentielle de 2019, le régime se trouve dans une impasse pour désigner un successeur adéquat, ce qui pousse les caciques du FLN à envisager le report du scrutin et à maintenir Bouteflika au pouvoir pendant cette période transitoire. Ces circonstances sont propices à la naissance d'importantes manifestations (« Hirak »), qui aboutissent à la décision du chef de l'État de renoncer à briguer un cinquième mandat et de quitter le palais d'El Mouradia, vingt ans après son accession à la présidence.
Retiré de la vie publique, Abdelaziz Bouteflika meurt à l'âge de 84 ans, deux ans après sa démission de la présidence de l'Algérie.

## Biographie

### Origines

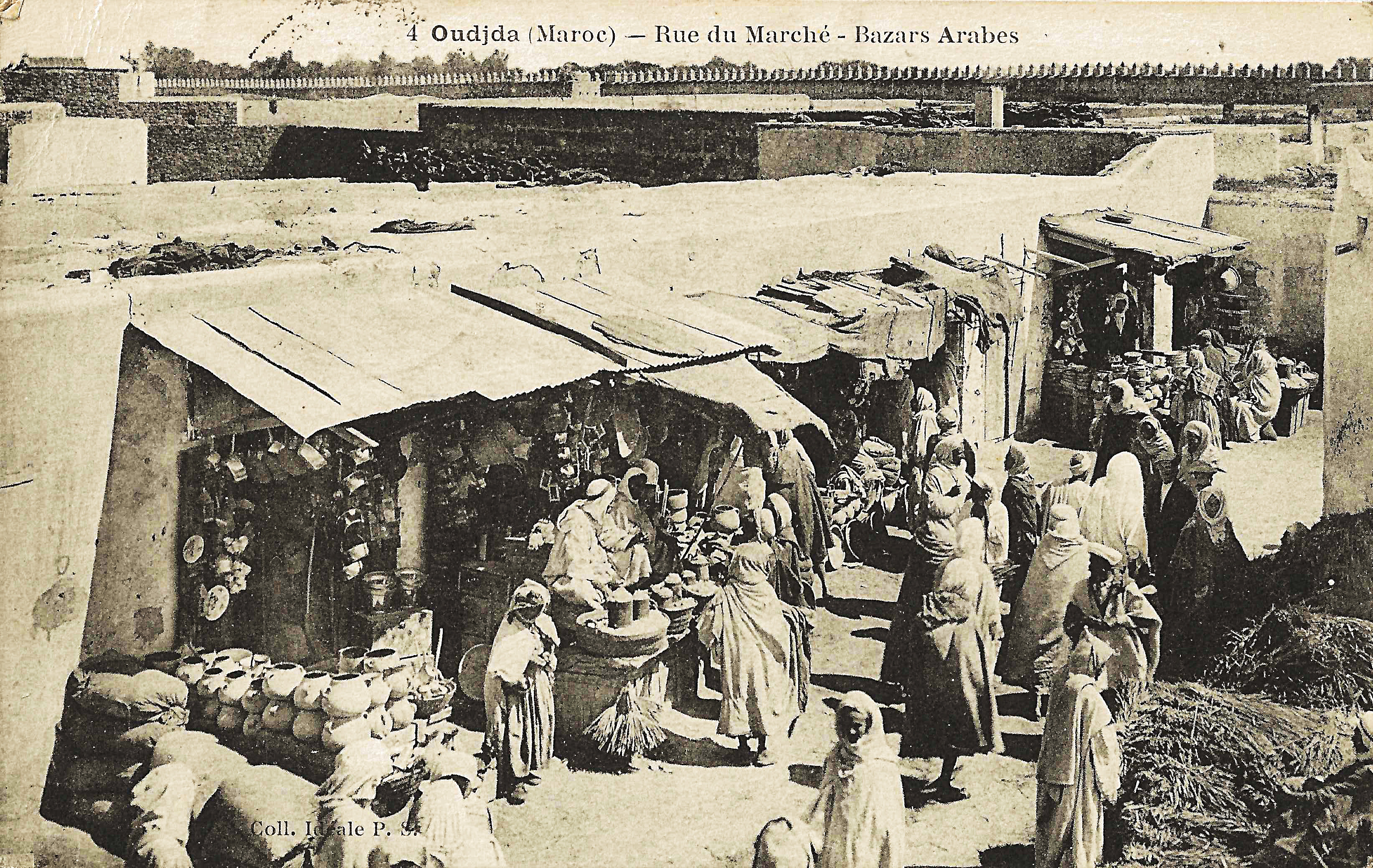
Rue de marché à Oujda, vers 1920.

Abdelaziz Bouteflika est né le 2 mars 1937 à Oujda, ville du Maroc oriental où ses parents avaient émigré,,. Ceux-ci sont tous deux originaires de Nedroma, une ville de l'Ouest de l'Algérie dans la région de Tlemcen, près de laquelle son père, Ahmed Bouteflika, est né en 1898, et sa mère, Mansouriah Ghezlaoui, en 1916,. Ahmed Bouteflika s'exile d'Algérie pour des « raisons économiques », selon Jeune Afrique, ou pour « fuir la répression coloniale », selon El Watan,. À Oujda, après avoir été tailleur, Ahmed Bouteflika devient mandataire au marché de la ville pour le compte d'un autre Algérien, également propriétaire d'un hammam dont sa mère, Mansouriah Ghezlaoui, est la gérante.
Abdelaziz Bouteflika a quatre frères, Abdelghani (mort le 7 février 2021), Mustapha (mort en 2010), Abderahim (appelé parfois Nacer) et Saïd, deux sœurs, Latifa et Zohr, et trois demi-sœurs, Fatima, Yamina et Aïcha. Il est le premier enfant de sa mère et le second de son père, sa demi-sœur Fatima étant son aînée.
Selon Le Petit Robert des noms propres, le nom Bouteflika est issu de l'arabe algérien, بوتفليقة, qui signifie « celui qui fait tout exploser ».

### Vie privée et familiale
Pendant sa présidence, Abdelaziz Bouteflika ne donne pas d'indication sur sa situation maritale. En août 1990, il épouse dans la plus grande discrétion Amal Triki, fille d’un diplomate, Yahia Triki. Ils n'ont pas d'enfants et elle demeure à Paris. Ils auraient divorcé.

### Formation
Abdelaziz Bouteflika fait ses premières classes au début des années 1940, à Sidi Ziane, une école moderne fondée en 1907, au lendemain de la prise d'Oujda par les troupes de Lyautey. En 1950, il rejoint l’école de scoutisme Hassania. Il poursuit sa scolarité au lycée Abdelmoumen d'Oujda, où il adhère à la cellule de l'Istiqlal, parti nationaliste marocain.

### Engagement militaire

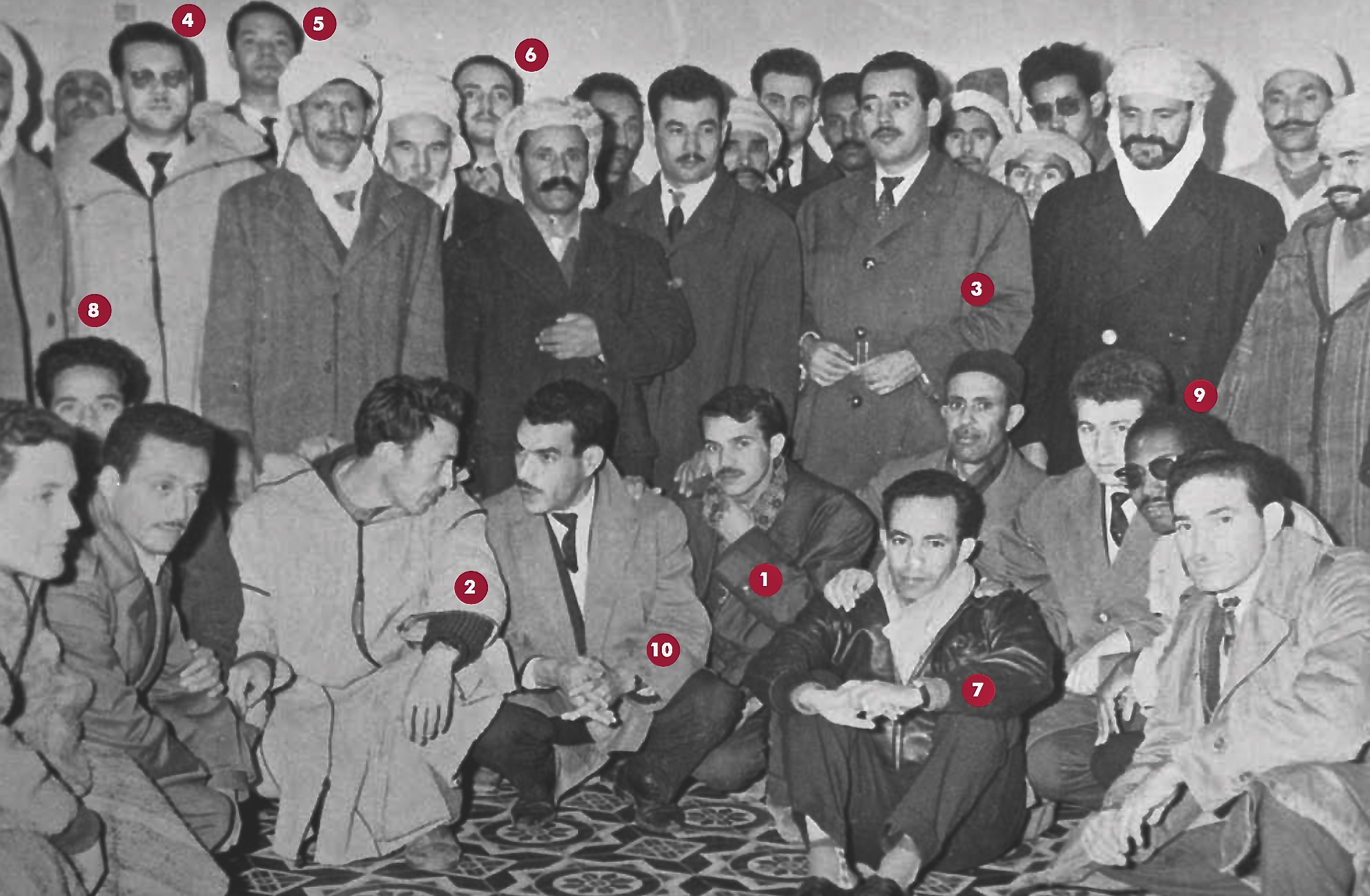
Bouteflika au sein du « clan d'Oujda », en 1958. (Accroupi au centre, no 1).

Durant la guerre d'Algérie, l’Armée de libération nationale (ALN), branche militaire du Front de libération nationale (FLN), principal parti nationaliste, ordonne à tous les lycéens et étudiants algériens de rejoindre ses rangs. Âgé de 19 ans, Abdelaziz Bouteflika intègre l’« armée des frontières » et ses bases installées sur le territoire du Maroc, qui vient de recouvrer son indépendance,. Il suit l'instruction militaire de l’école des cadres de l'ALN à Dar El Kebdani, entre Oujda et Nador, puis devient « contrôleur » pour la direction de la wilaya V (Ouest) : sa tâche consiste à « plaider la cause de l'ALN » auprès des populations rurales algériennes, pour en obtenir le ralliement. Il se consacre à cette fonction durant dix mois, entre 1957 et 1958.
En 1958, il est nommé secrétaire administratif par Houari Boumédiène, dont il suit l'ascension du poste de commandement de la wilaya V à celui de l'état-major de l'Ouest, puis de l'état-major général, au sein du « clan d'Oujda ». En 1960, il est envoyé en mission sur la frontière sud, d'où il revient avec le surnom d'« Abdelkader El Mali »,. En 1961, au moment du conflit entre l'état-major et le GPRA, Houari Boumédiène le charge de trouver un appui parmi les « chefs historiques » alors emprisonnés au château d'Aunoy : il joue un rôle décisif dans la conclusion d'une alliance avec Ahmed Ben Bella.
Ses responsabilités à cette époque lui valent, en 2002 et 2005, d'être accusé par l’homme politique français Pierre Messmer d'avoir planifié en 1962 le massacre des harkis. Pour l'historien Pierre Vidal-Naquet, ce massacre s'inscrit dans une logique de vendetta non planifiée, résultat de la vindicte populaire.

## Parcours politique

### Débuts

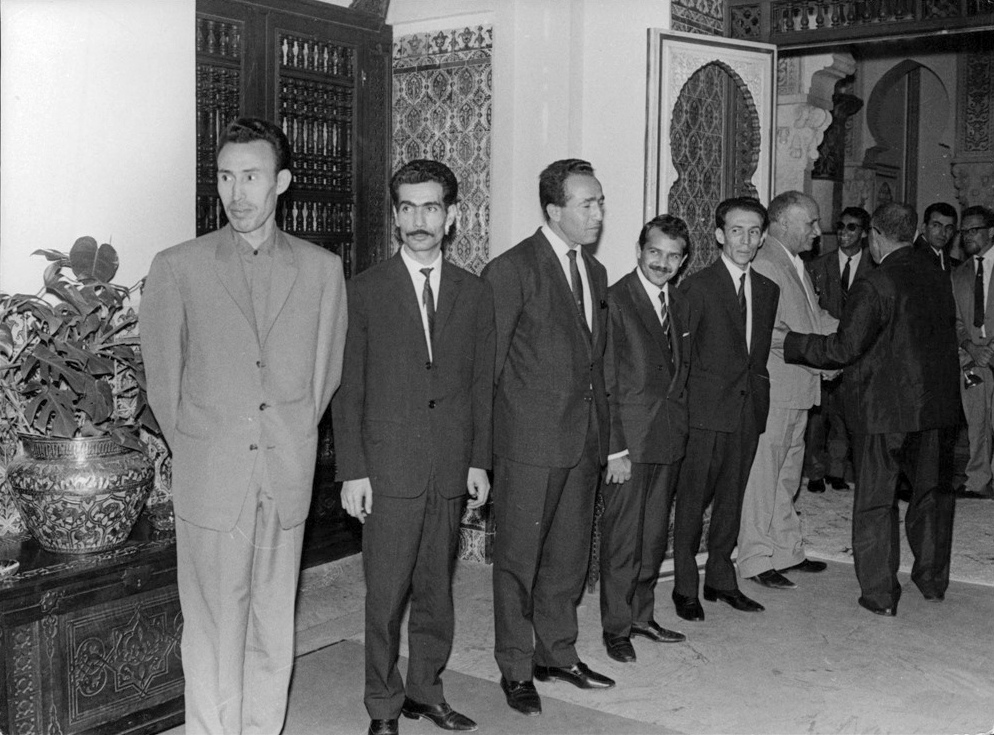
Bouteflika dans le premier gouvernement de Boumediene, 1965

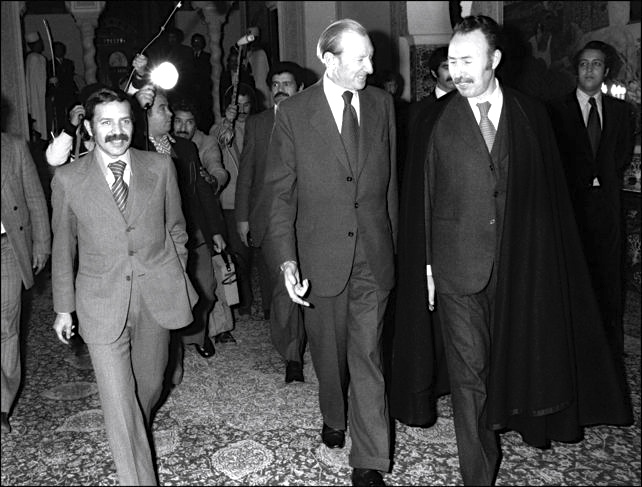
À Alger en 1975, le président de algérien Houari Boumédiène (premier plan à droite) et son ministre des Affaires étrangères Abdelaziz Bouteflika (au premier plan à gauche).

À l'indépendance de l'Algérie, en septembre 1962, il devient, à 25 ans, ministre de la Jeunesse et du Tourisme dans le gouvernement du président Ahmed Ben Bella. Membre de l'Assemblée nationale constituante, il est élu député de Tlemcen aux première et deuxième Assemblées législatives. Après le congrès du FLN d’avril, il est nommé membre du Comité central et du bureau politique du FLN.
À partir de l'année 1963, il est appelé à effectuer de nombreuses missions à l’étranger comme ministre des Affaires étrangères par intérim. En juin 1963, il est confirmé dans ses fonctions, qu'il conserve jusqu’à la mort du président Houari Boumédiène. Après son limogeage, le 28 mai 1965, par le président Ahmed Ben Bella, il est partie prenante du coup d'État du 19 juin 1965. Trois ans après, il conclut avec la France, au nom de la République algérienne, l'accord du 27 décembre 1968 relatif à la circulation, à l’emploi et au séjour en France des ressortissants algériens et de leurs familles, pierre angulaire de la politique de grande émigration algérienne.
Pendant son mandat, Bouteflika — plus jeune ministre des Affaires étrangères au monde à l’époque — fait de l’Algérie un pays porte-parole du tiers monde et l’interlocuteur privilégié dans les rapports entre le Nord et le Sud. Au cours de la même période, il obtient sa plus grande consécration en présidant la 29e session de l'Assemblée générale des Nations unies en 1974,.

### Traversée du désert
Le président Chadli Bendjedid le nomme ministre d'État en 1979. Bouteflika est néanmoins peu à peu écarté de la scène politique, qu'il quitte en 1981. Il est traduit devant le conseil de discipline du FLN, qui l'exclut du comité central, et est poursuivi par la Cour des comptes : il avait détourné, sur les trésoreries des différentes chancelleries algériennes à l'étranger, l'équivalent de 60 millions de francs qu'il avait placés dans deux comptes ouverts auprès de la Société de banque suisse.
Il choisit alors de s'exiler pendant six ans entre la Suisse — où il prépare un temps une thèse, qui restera inachevée —, au canton de Vaud, et les Émirats arabes unis. Consultant international, il fait des affaires et continue de s'enrichir.
De retour en Algérie en janvier 1987, il prend part au congrès du FLN de 1989, qui l'élit membre du comité central. Pressenti pour occuper des fonctions de ministre, il décline ces propositions.
Il ne donne pas suite non plus, en 1994, aux sollicitations dont il est l’objet en vue de son accession aux fonctions de chef de l'État. Le général à la retraite Liamine Zéroual est alors désigné pour diriger le pays et Bouteflika retourne en Suisse.

### Président de la République algérienne démocratique et populaire

#### Élections

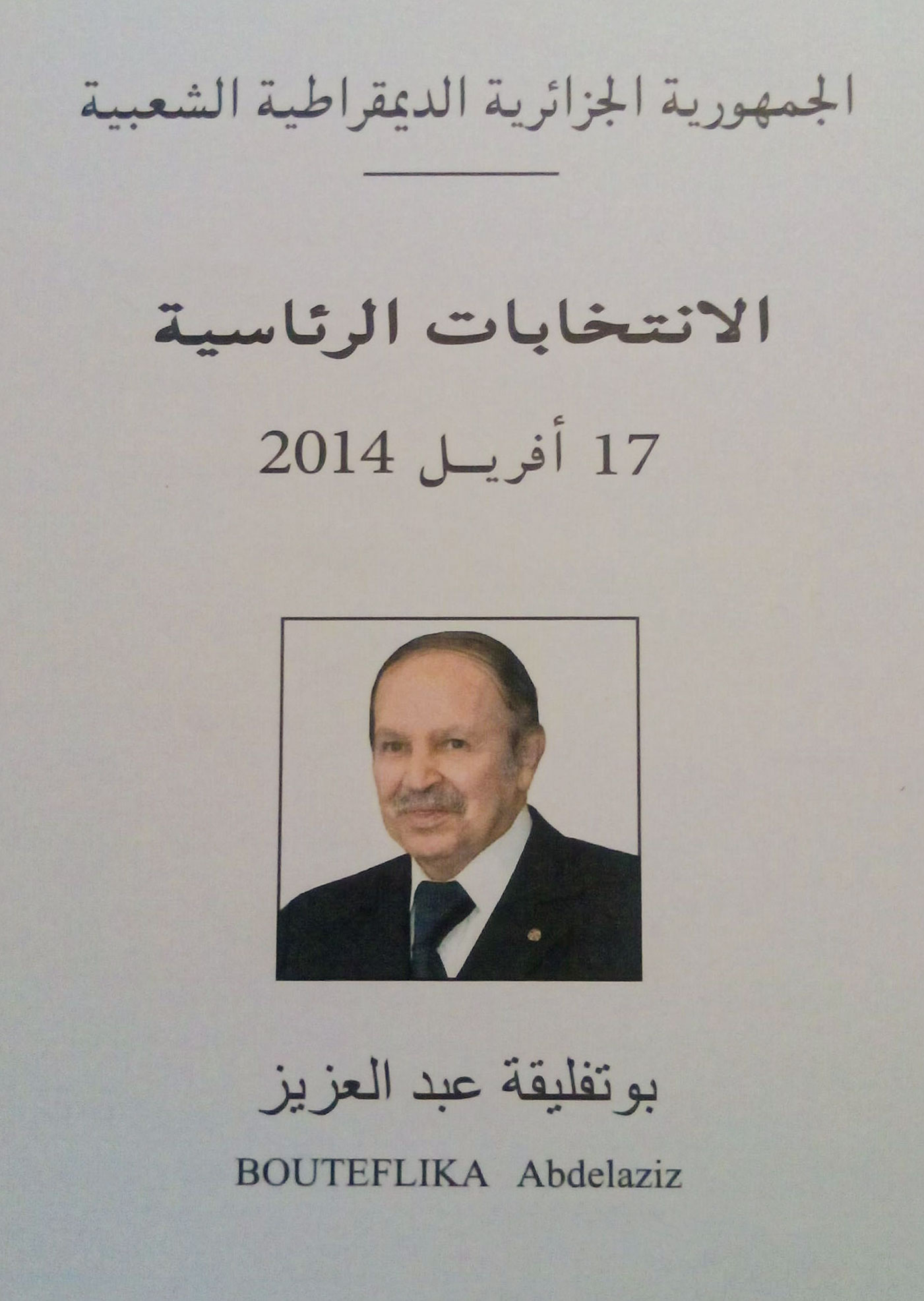
Bulletin de vote pour Abdelaziz Bouteflika à l’élection présidentielle de 2014.

En décembre 1998, il fait part de sa décision de se présenter, en qualité de candidat « indépendant », à l’élection présidentielle anticipée de 1999. Bouteflika est élu président de la République avec 73,8 % des voix à l'issue d'un scrutin au cours duquel tous ses adversaires se retirent pour dénoncer les conditions d’organisation du vote. Il succède ainsi à Liamine Zéroual, le 27 avril 1999.
Il est réélu en 2004, au premier tour de scrutin, avec 84,99 % des voix.
Le Parlement algérien vote à main levée, le 12 novembre 2008, la modification de la Constitution (500 oui, 21 non, 8 abstentions). Parmi les changements figure le retrait de la limite de deux mandats consécutifs qu'un président peut exercer,. Abdelaziz Bouteflika annonce lors d'un rassemblement à Alger, le 12 février 2009, qu'il est candidat à sa succession lors de la prochaine élection présidentielle. Il est réélu pour un troisième mandat dès le premier tour, le 9 avril 2009, avec 90,24 % des voix.
Après ses divers problèmes médicaux, les observateurs politiques estiment que Bouteflika quittera le pouvoir au terme de son troisième mandat, qui s'achève en 2014. Mais la perspective que Bouteflika se présente à l'élection présidentielle de 2014 refait surface début septembre 2013, lorsqu'il entreprend un remaniement ministériel au bénéfice de proches et démantèle les puissants services de renseignements (DRS) en leur retirant plusieurs secteurs stratégiques (information, communication, sécurité de l'armée, etc.), désormais rattachés à la justice militaire. Désigné candidat du FLN en novembre 2013, il est réélu pour un quatrième mandat le 17 avril 2014, avec 81,5 % des suffrages exprimés ; son principal rival, Ali Benflis, recueille 12,3 % des suffrages.
En 2012, il devient le président algérien étant resté le plus longtemps en fonction.

#### Politique intérieure
Les deux premiers mandats du président Bouteflika sont marqués par la promesse de mettre fin à la discorde et pense qu'il faut tourner la page du terrorisme coûte que coûte pour assurer le retour à la paix après une longue et terrible guerre civile connue sous le nom de la « décennie noire ». En septembre 1999, la loi de la « concorde civile » est votée et approuvée par référendum. Elle prévoit une amnistie partielle des islamistes armés. Les maquis se vident et plus de 6 000 hommes déposent les armes. Dans une optique de réconciliation nationale, il met en place des aides pour les familles de victimes de l’islamisme et libère les militaires emprisonnés pour des attaques contre des membres du Front islamique du salut (FIS).
En 2005, nommé président d'honneur du FLN par le 8e congrès du parti, Bouteflika convoque un référendum pour faire adopter un ensemble de mesures dont le but est de « restaurer la paix civile en Algérie ». Il propose ainsi de reconnaître le droit à des réparations aux familles de disparus, d'accorder une forme d'amnistie pour les membres de groupes armés non coupables de massacres, de viols et d'attentats à la bombe et de créer une aide pour les veuves et orphelins de membres de groupes armés tués. Ces mesures prévoient aussi une amnistie complète pour les membres des forces de sécurité (toutes composantes confondues) responsables de graves violations des droits humains. Depuis toute plainte contre eux est considérée comme irrecevable. L'article 46 de l'ordonnance d'application prévoit une peine de prison de 3 à 5 ans pour « quiconque qui, par ses déclarations, écrits ou tout autre acte, utilise ou instrumentalise les blessures de la tragédie nationale, pour porter atteinte aux institutions de la République algérienne démocratique et populaire, fragiliser l’État, nuire à l’honorabilité de ses agents qui l’ont dignement servie, ou ternir l’image de l’Algérie sur le plan international. » Durant la campagne pour le référendum, l’opposition et les familles des victimes ainsi que les associations des droits de l'homme sont écartées du débat. Les médias restent hermétiques à toute contestation et entretiennent une confusion entre le droit de refuser et la trahison du pays. L’État utilise dans cette campagne tous les moyens matériels y compris les fonds publics pour le seul bénéfice des partisans du président. Ce référendum pose tout de même le problème des personnes disparues, dont le sort ne peut pas faire l’objet d’une enquête indépendante ou internationale. L’opposition critique une mascarade électorale où, selon elle, les résultats sont connus d’avance (97,36 % de oui et 79,76 % de participation, sauf en Kabylie avec seulement 12 % de participation).
Le 2 mars 2006, dans la continuité de sa politique d'arabisation, Abdelaziz Bouteflika fait fermer les 42 établissements francophones.
Durant ses deux premiers mandats, il réussit à se libérer de l'emprise de ceux qui l'ont installé et conforté au pouvoir : l'état-major de l'armée et le Département du renseignement et de la sécurité (DRS). Il annonce ainsi sa volonté de « civiliser » le régime. La professionnalisation de l’armée, la mise à la retraite de hauts gradés et la promotion d’hommes neufs, proches du chef de l’État, vont dans ce sens.
Le 15 avril 2011, alors que des émeutes et manifestations ont lieu depuis plusieurs mois en Algérie dans un contexte de protestations et révolutions dans le monde arabe, il annonce la mise en place d'une commission chargée de modifier la Constitution, une révision de la loi électorale, de la loi sur les partis politiques et du code de l'information. Ces annonces jugées tardives et peu novatrices ne convainquent pas la presse indépendante et la société civile,.
L'année 2015 est marquée par l'arrestation de hauts gradés militaires anti-Bouteflika, le général à la retraite Hocine Benhadid (ancien chef de la région militaire du Sud-Ouest) et le général Hassan, alias d'Abdelkader Aït Ouarabi, (ancien chef de la lutte antiterroriste), ainsi que la mise en retraite du général Toufik. La presse rappelle alors la volonté d'Abdelaziz Bouteflika, lorsqu'il arriva au pouvoir en 1999, de s'affranchir du pouvoir militaire pour restaurer la puissance du poste présidentiel. Il dissout le DRS et le remplace par un nouvel organisme, le Département de surveillance et de sécurité (DSS), placé sous tutelle de la présidence.
Il est à l'origine de la grande mosquée d'Alger, dont la construction est critiquée pour son aspect dispensable et pour ses coûts.

#### Tribalisation du pouvoir

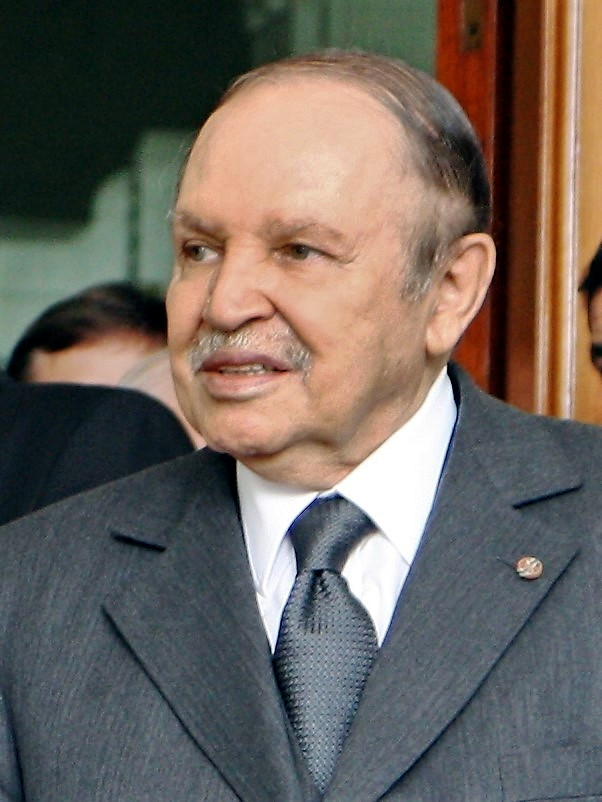
Abdelaziz Bouteflika en 2012.

Après l'arrivée de Bouteflika au pouvoir, la plupart des ministères ont été confiés à des personnes originaires de la même région que le président (Chakib Khelil, Noureddine Yazid Zerhouni, Djamel Ould Abbes, etc.). Jusqu’à la fin des années 2000, on pouvait ainsi dénombrer dans ses gouvernements successifs pas moins de douze ministres, sur une trentaine, natifs de Tlemcen ou de ses environs. Il y va de même pour les autres institutions (Conseil de la Nation, Conseil constitutionnel, police nationale, télévision publique). Dans un câble diplomatique en date de septembre 2008 et révélé par WikiLeaks, l’ex-ambassadeur américain à Alger David Pearce mettait en exergue cette tribalisation du pouvoir au profit d’une seule région.

#### Liberté de la presse
La presse écrite se trouve fragilisée avec l’arrestation de journalistes en 2004, parmi eux Mohamed Benchicou, directeur du quotidien Le Matin, condamné en juin 2004 à une peine de prison. Quelques mois auparavant, ce dernier publie un livre dans lequel il brosse un portrait critique du président, Bouteflika : Une imposture algérienne. En 2007, Mohamed Benchicou écrit un autre livre après sa sortie de prison qui est intitulé Les gêoles d'Alger. Bouteflika est vivement critiqué par l’association Reporters sans frontières qui l’accuse de tenter de mettre au pas la presse privée du pays. Bouteflika promettait en 1999 de respecter la liberté de la presse. Mohamed Tamalt, 42 ans, qui menait une grève de la faim pour protester contre sa condamnation à deux ans de prison pour « offense au président de la République » et « outrage à un corps constitué » meurt le 11 décembre 2016, après trois mois passés dans le coma. L'Algérie est classé à la 129e place (sur 180) au Classement mondial de la liberté de la presse établit par RSF en 2016.

#### Corruption
L'Algérie connait sous l'ère Bouteflika non seulement une explosion d'affaires de grande corruption (Khalifa, Sonatrach, autoroute est-ouest…) mais aussi une totale absence de volonté politique du pouvoir à lutter contre la corruption. Elle est depuis 2003 classée parmi les pays les plus corrompus du monde dans le classement de Transparency International. La corruption est, selon cette ONGI, un instrument du pouvoir, et de pouvoir, pour se maintenir en place quel qu’en soit le prix, tout en favorisant une totale impunité pour les puissants et en écrasant tout contre-pouvoir au sein de la société.

#### Politique économique
À partir de 1999, l’Algérie profite d’une conjoncture économique très favorable due à la hausse du prix du pétrole. L’État mène alors une politique de grands travaux. Peuvent être cités la construction du métro d'Alger, d’un nouvel aéroport à Alger, les projets urbains de circulation dans les métropoles, l’autoroute est-ouest, ainsi que le parc immobilier qui connaît un boom sans précédent.
Cette stratégie de grands travaux semble relancer l’économie, mais certains observateurs restent méfiants quant à cette politique qui n’encourage pas l’entrepreneuriat privé. Le pays est devenu un immense chantier de construction : ainsi plusieurs entreprises étrangères s'y installent dans l'espoir d'être mandatées dans le cadre du programme économique de 150 milliards de dollars qui vise la création d'un million de logements pour la période de 2004 à 2009 ainsi que la construction, pour un investissement de 16 milliards de dollars, de l'autoroute est-ouest pour fin 2010.
Devenue le premier partenaire économique de l'Algérie, la Chine exporte une partie de sa population vers le pays, ce qui développe une certaine xénophobie, le multiculturalisme n'existant plus depuis l'exode des Pieds-noirs en 1962.
Alors que le pays est un des plus jeunes du monde, le chômage frôle les 20 % et les réserves de pétrole s'épuisent.

#### Relations internationales
Étant lui-même diplomate de carrière, il se donne la gageure de réhabiliter l’image de l’Algérie dans le concert des nations. Il procède aussi à une médiation entre l’Érythrée et l’Éthiopie (en guerre depuis 1997) qui est couronnée par la signature de l’accord de paix d’Alger en 2000.
Le problème du Sahara occidental, lui, fait du surplace, le Maroc et l’Algérie se cramponnant chacun sur leurs positions respectives. Si l’Afrique du Sud a reconnu la République arabe sahraouie démocratique, Madagascar, le Tchad la Serbie-et-Monténégro, le Kenya et le Costa Rica ont retiré ou gelé la leur, et ce conflit ne semble pas sur le point d’être résolu à court ou moyen terme, obérant par là même la construction d’un ensemble économique cohérent au Maghreb. Les relations avec le voisin marocain restent très tendues.

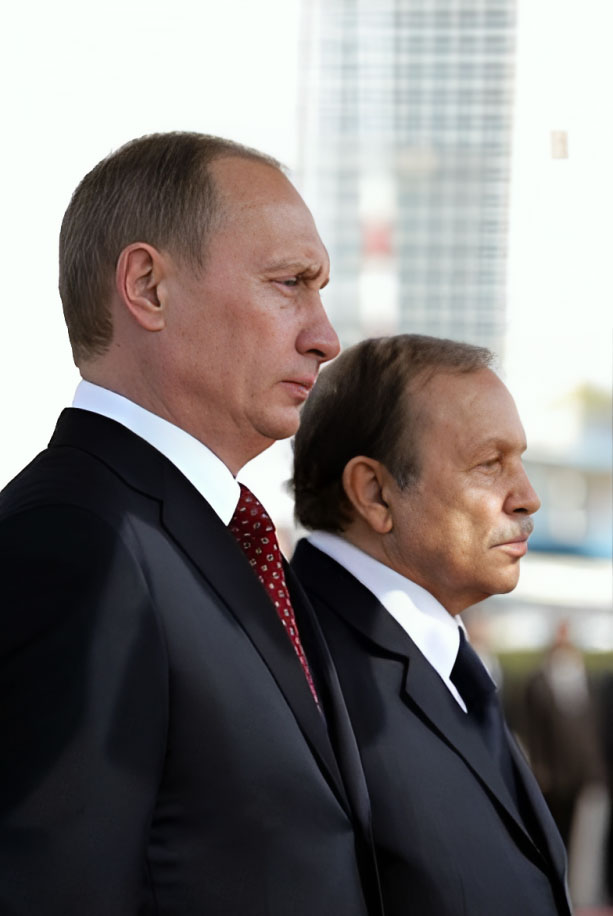
Abdelaziz Bouteflika et le président de la fédération de Russie, Vladimir Poutine, en 2010.

Dans la lignée tiers-mondiste de Ben Bella et Boumédiène, il se montre un soutien de la cause palestinienne, l’Algérie fermant dans ce cadre ses frontières avec le Maroc. Il se préoccupe aussi des relations de son pays avec les États-Unis, avec lesquels il entend coopérer dans tous les domaines. Après les attentats du 11 septembre 2001, Bouteflika propose au terme d’une entrevue avec le président George W. Bush, la coopération de son pays dans le domaine de la lutte antiterroriste. L'Algérie entretient également de bonnes relations avec la Russie.
Avec la France, il joue des contentieux historiques. L’entrevue qu’il a avec le président Jacques Chirac en 2003 à Alger débouche sur une entente pour la signature d’un traité d’amitié entre les deux pays. Mais le vote de la loi du 23 février 2005 par le Parlement français (reconnaissant en particulier le « rôle positif de la colonisation ») constitue une pierre d’achoppement pour la signature de ce traité, Bouteflika qualifiant cette loi de « cécité mentale, confinant au négationnisme et au révisionnisme ». Si la France garde des intérêts économiques en Algérie, la Chine l’a dépassée et l'Italie investit massivement dans le pays.

#### Problèmes de santé

##### Multiples hospitalisations
L'état de santé d'Abdelaziz Bouteflika fait régulièrement l'objet de spéculations dans les médias algériens et internationaux. Entre 2005 et 2019, il est plusieurs fois hospitalisé en France et en Suisse, notamment au Val-de-Grâce, à Grenoble et à Genève.
Le 26 novembre 2005, il est admis au Val-de-Grâce, officiellement pour être opéré d’un ulcère de l’estomac. Comme pour chacune de ses hospitalisations ultérieures, les informations communiquées sont très rares et l’état du président de la République fait l’objet de spéculations dans l’opinion et la presse algériennes. Un cancer de l'estomac est notamment évoqué (cette hypothèse sera plus tard corroborée par les révélations de télégrammes de la diplomatie américaine par WikiLeaks). Abdelaziz Bouteflika rentre finalement en Algérie le 31 décembre 2005.
Il est de nouveau hospitalisé au Val-de-Grâce le 27 avril 2013, les autorités indiquant qu'il a été victime d'un accident ischémique transitoire, c'est-à-dire une petite attaque cérébrale. Le 19 mai suivant, les quotidiens algériens Mon journal et Djaridati, qui affirment que Bouteflika est dans un état comateux, sont interdits de parution, fait inédit depuis les années 1990,. Le quotidien El Khabar indique ensuite que Bouteflika a été victime le 31 mai d’un second accident vasculaire cérébral lui ayant paralysé le côté gauche. L'opacité autour de cette hospitalisation est dénoncée par une grande partie de la presse algérienne. Le 16 juillet 2013, après 80 jours d'absence, Abdelaziz Bouteflika rentre en fauteuil roulant à Alger. Par la suite, il subit une série d'examens médicaux en France et en Suisse. Il fait sa première apparition publique depuis mai 2012 pour voter à la présidentielle de 2014.
Alors qu’il subit par la suite régulièrement des « examens médicaux périodiques », il est hospitalisé sous pseudonyme aux Hôpitaux universitaires de Genève (HUG) en février et mars 2019 pendant deux semaines, soit une période plus importante que d’habitude, ce qui l’empêche de déposer lui-même sa candidature à l’élection présidentielle de 2019, ce qu'exige pourtant la loi,.

##### Aptitude à gouverner

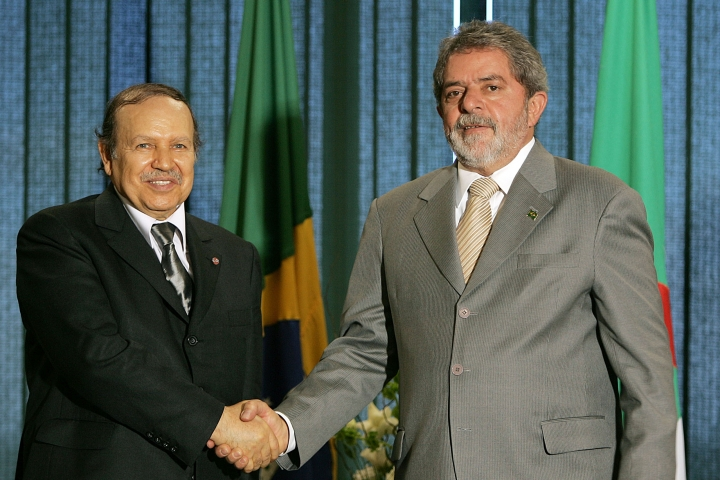
Bouteflika avec le président brésilien Luiz Inácio Lula da Silva (Brasilia, 15 mai 2005).

À partir du milieu des années 2000, sa santé défaillante suscite les interrogations de plusieurs médias algériens sur sa capacité à diriger le pays. En 2011, le ministre des Affaires étrangères, Mourad Medelci, évoque la nécessité « d'aller vers la relève »,. Le 8 mai 2012, à Sétif, Abdelaziz Bouteflika prononce son dernier discours public,.
Depuis ses problèmes de santé de 2013, l’état de santé du président algérien est jugé très préoccupant. Donné plusieurs fois pour mort, il vit depuis dans une résidence d'État médicalisée à Zéralda, et se déplace uniquement dans un fauteuil roulant notamment équipé d'un défibrillateur,, et est atteint d'aphasie. Il ne peut faire campagne en 2014, prenant simplement la parole de façon très brève afin de remercier les électeurs lui ayant accordé un quatrième mandat,. Par la suite, sa mobilité continue de se réduire et ses sorties se font de plus en plus rares,. La Tribune de Genève indique en mars 2019 que le président est « sous menace vitale permanente » à cause d'une « atteinte systémique à ses réflexes corporels » et de problèmes respiratoires,.
En avril 2016, le Premier ministre français, Manuel Valls, publie sur son compte Twitter une photographie le représentant en compagnie d'Abdelaziz Bouteflika, sur laquelle ce dernier apparaît très amoindri et l'air hagard. Le quotidien algérien El Watan demande alors l'application de l'article 102 de la Constitution sur l'état d'empêchement. Le journaliste Frédéric Pons le décrit en 2017 comme « incapable de gouverner plus de quelques heures par jour, quasiment grabataire et muet ». À la fin des années 2010, souffrant d'aphasie, il s'exprime lors de ses rencontres avec des personnalités à l'aide d'un microphone relié à une enceinte reprenant des monologues sur des événements passés,. En l’absence de la personne physique du président, les personnes désireuses de le remercier ou l'honorer s'adressent à un portrait de lui,.

#### Manifestations et démission

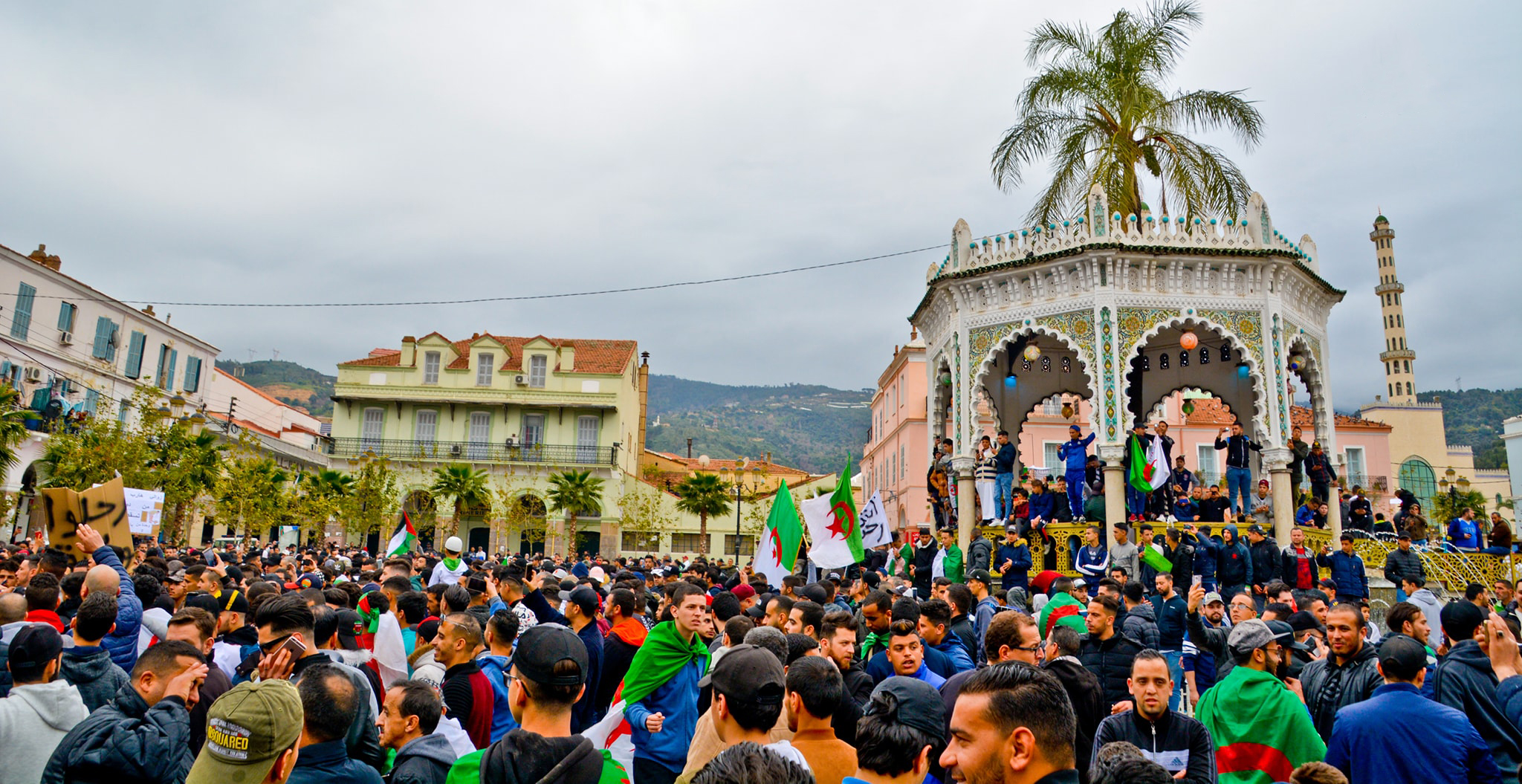
Algériens manifestant contre le pouvoir (Blida, mars 2019).

Fin 2018, un report du scrutin ou une prolongation de deux ans du quatrième mandat de Bouteflika sont un temps envisagés par le régime, mais le projet est abandonné face à l'opposition de l'armée. Au même moment, l'opinion publique apparaît hostile au « système » qui dirige le pays.
Bien qu'il soit très malade, son entourage et les cercles du pouvoir poussent finalement à sa candidature à l’élection présidentielle de 2019, en l’absence de consensus sur un successeur,. Abdelaziz Bouteflika bénéficie du fait qu’il apparaît comme un facteur de stabilité pour le pays, ainsi que du fait qu'il est une des dernières figures de la guerre d'Algérie et du processus de réconciliation de la fin des années 1990. Après des années d'incertitude, sa candidature à un cinquième mandat est annoncée le 10 février 2019.
Cette décision conduit dans les semaines qui suivent à des manifestations d’une ampleur inédite depuis des décennies dans le pays,. Son directeur de campagne dépose sa candidature alors qu’il se trouve hospitalisé en Suisse. Mais le 11 mars, au lendemain de son retour en Algérie, Abdelaziz Bouteflika renonce à se représenter, invoquant son état de santé et son âge. Il fait dans le même temps reporter sine die l'élection présidentielle, et indique qu'il se maintiendra au pouvoir au-delà de la fin de son mandat, fixée au 27 avril 2019, afin de conduire des réformes du système politique. Plusieurs analystes et opposants jugent la décision anticonstitutionnelle, et appellent à continuer la mobilisation.
L’annonce de son départ à venir de la présidence à l'issue de la période de transition précitée ne démobilise pas les manifestants. Selon Jeune Afrique, Bouteflika promet au général Ahmed Gaïd Salah, le 22 mars, de démissionner d'ici au 24 mars. Le président n’ayant pas tenu son engagement, Gaïd Salah suggère de le déclarer inapte à exercer ses fonctions. Le 27 mars, Saïd Bouteflika, Athmane Tartag, Mohamed Mediène et Louisa Hanoune se réunissent dans une résidence militaire et décident de renvoyer le chef de l'armée, Ahmed Gaïd Salah, et de maintenir Bouteflika en échange de la nomination d'un nouveau Premier ministre chargé de mettre en place la transition promise mi-mars. Après avoir hésité sur le nom du Premier ministre, ils choisissent l'ancien président de la République Liamine Zéroual, qui décline, après avoir accepté, invoquant des raisons de santé et le refus du plan par les manifestants.
Le 1er avril 2019, il est annoncé qu’il démissionnera avant la fin de son quatrième mandat. Il démissionne le lendemain, le 2 avril, après une réunion de l'état-major exhortant à son départ immédiat, car doutant de son intention de quitter le pouvoir.
Après une semaine d'incertitude, le contesté président du Conseil de la nation, Abdelkader Bensalah, lui succède comme chef de l'État par intérim,.

## Dernières années

### En retrait de la vie publique
Le 3 avril 2019, au lendemain de son départ du pouvoir, Abdelaziz Bouteflika présente ses excuses aux Algériens, tout en vantant les « progrès notables, réalisés dans tous les domaines » durant sa présidence. Dans les mois qui suivent, plusieurs de ses partisans et membres de son entourage, dont son frère Saïd, sont arrêtés, emprisonnés et condamnés, parfois très lourdement,.
Il continue de loger dans la résidence d'État de Zéralda ou dans sa résidence privée à El Biar. Passant la plupart de son temps dans le jardin de cette dernière résidence, il bénéficie d'un personnel et d'une voiture avec chauffeur. Il tente sans succès de prendre contact avec Gaïd Salah, qui s’oppose à tout dialogue avec lui.

Bouteflika refuse ensuite de demander à celui-ci de libérer son frère, estimant qu’il cible sa famille au vu des circonstances de sa démission forcée, et ne comprend pas les raisons du soulèvement :
“Je ne comprends pas cet acharnement contre moi. J’ai hérité d’un pays au bord du gouffre. Le terrorisme massacrait, les gens craignaient pour leur avenir, l’économie était effondrée. Les gens m’avaient demandé, et j’ai pris mes responsabilités pour rétablir la sécurité du pays et replacer l’Algérie dans le concert des nations alors qu’elle était sous embargo international. J’ai réconcilié les Algériens entre eux alors qu’ils s’entretuaient (…) Peut-être que j’ai failli à ma mission, peut-être que j’ai été trompé par ceux en qui j’avais placé ma confiance, alors qu’ils ne la méritaient pas. Mais je n’avais jamais dans mon intention de faire du mal à mon pays. Jamais !”
L’ancien président continue cependant de suivre l'actualité et la suite des événements qui secouent le pays. Lors de l'élection présidentielle de décembre 2019, remportée par son ancien Premier ministre Abdelmadjid Tebboune, il vote par procuration par l'intermédiaire de son frère Nacer.

### Mort et inhumation
Abdelaziz Bouteflika meurt le 17 septembre 2021, vers 21 h, dans une résidence d'État à Zéralda, à la suite d'un arrêt cardiaque, à l'âge de 84 ans. Son décès est annoncé par la présidence de la République algérienne via la chaîne de télévision publique,.
Les drapeaux sont mis en berne pendant trois jours à travers tout le pays à partir du lendemain. Mais sa mort ne fait pas l'objet de jours de deuil, contrairement à celle des anciens présidents Ahmed Ben Bella et Chadli Bendjedid, à qui Bouteflika a consacré en 2012 huit jours de deuil national avec des cérémonies officielles et populaires pendant lesquelles Bouteflika s'est joint aux cortèges funèbres. Par ailleurs, contrairement à Chadli et Ben Bella, les médias et les journaux n'ont que brièvement rappelé son parcours politique, sans lui consacrer de programme spécial. Bouteflika s'éteint ainsi dans l'indifférence de la plupart de ses concitoyens.
Une exposition au public de la dépouille du défunt président dans le palais du Peuple à Alger est annoncée puis annulée. Lors des funérailles, qui ont lieu le 19 septembre en présence du président en exercice Abdelmadjid Tebboune, le ministre des Moudjahidine, Laïd Rebigua, prononce l'oraison funèbre. Selon les images de la télévision algérienne, le cercueil est placé sur un affût de canon tiré par un véhicule blindé couvert de fleurs. Les membres du gouvernement et des diplomates étrangers assistent à la cérémonie. Le cercueil de l'ancien président est ensuite transporté lors d'une procession funèbre d'une trentaine de kilomètres. En fin d'après-midi, Abdelaziz Bouteflika est inhumé dans le carré des martyrs du cimetière d'El Alia,,.

## Controverses

### Cour des comptes
Le 22 décembre 1981, Bouteflika est poursuivi pour « gestion occulte de devises au niveau du ministère des Affaires étrangères » (entre 1965 et 1978) par la Cour des comptes. Dans son arrêt définitif du 8 août 1983, la Cour des comptes donnait son verdict : « Monsieur Abdelaziz Bouteflika a pratiqué à des fins frauduleuses une opération non conforme aux dispositions légales et réglementaires, commettant de ce fait des infractions prévues et punies par l’ordonnance no 66-10 du 21 juin 1966 et les articles 424 et 425 du Code pénal. ». La Cour des comptes évaluait à « plus de six milliards de centimes » (l’équivalent de 100 milliards de centimes actuels) le montant dont Bouteflika restait redevable auprès du Trésor.
Pour sa défense, Bouteflika invoque devant les magistrats de la Cour des comptes la construction d’un nouveau siège du ministère des Affaires étrangères auquel il aurait destiné la trésorerie amassée sur les comptes suisses. La réponse de la cour : « Ce motif fallacieux ne peut être pris en considération sachant qu’une opération d’investissement obéit à des règles bien précises qu’aucun ordonnateur ne peut ignorer et que l’éventuelle construction d’un nouveau siège du ministère des Affaires étrangères doit être financée par des crédits normalement inscrits au budget de l’État ».

### Question berbère et Kabylie
Dès la première élection d'Abdelaziz Bouteflika en 1999, comme président de l'Algérie, les deux partis politiques majoritaires en Kabylie (le FFS et le RCD) boycottent les élections. En cette même année, le Festival du film Amazigh est créé pour promouvoir le cinéma algérien en langue amazigh et encourager la création artistique dans cette même langue.
Pour promouvoir sa politique de « concorde nationale », le jeudi 2 septembre 1999, Bouteflika visite Tizi Ouzou face à une foule hostile. Il déclare : « Si le tamazight devait devenir langue nationale, elle ne sera jamais officielle. Si elle devait devenir langue nationale, ce serait par voie référendaire ». La foule proteste et Bouteflika ajoute : « Si vous êtes venus faire du grabuge, je suis capable de faire autant de grabuge que vous ».
En 2001, des émeutes éclatent en Kabylie. Un mouvement politique, les Arouch, fédère les déçus du pouvoir. Le gouvernement de Bouteflika y voit « la main de l'étranger ». La répression du mouvement par le pouvoir fait 126 morts et des milliers de blessés. Finalement, Bouteflika reviendra sur ce qu'il a dit en 1999 et fera du tamazight (« la langue berbère ») une langue nationale sans passer par un référendum.
Juste avant le référendum sur la réconciliation nationale en 2005, le gouvernement de Bouteflika dirigé à l'époque par Ahmed Ouyahia trouve un accord avec les Arouch. Belaïd Abrika explique alors que « la plate-forme d'El Kseur sera bientôt satisfaite (…) y compris tamazight », mais la veille du référendum, Bouteflika donne un discours à Constantine : « Il n’y a aucun pays au monde possédant deux langues officielles et ce ne sera jamais le cas en Algérie où la seule langue officielle, consacrée par la Constitution, est l’arabe ». Il est vivement critiqué par la presse et le mouvement berbériste qui lui rappelle que de nombreux pays dans le monde, comme le Canada, la Suisse, la Belgique ou l'Afrique du Sud, possèdent plus d'une langue officielle. Le référendum est finalement boycotté par 95 % des Kabyles, le même nombre qu'auparavant.
En mars 2009, lors d'une rencontre de campagne à Tizi Ouzou en vue de son troisième mandat, Abdelaziz Bouteflika est, contrairement aux années précédentes, accueilli chaleureusement. Son discours est un mea culpa et une main tendue aux Kabyles, un discours de réconciliation qualifié d'historique dans une relation gouvernement algérien-Kabylie qui a trop souvent été tendue par le passé.
Finalement, c'est sous sa présidence que la révision constitutionnelle de février 2016 promeut le tamazight comme langue nationale et officielle du pays, au même titre que la langue arabe.
En 2002, la langue tamazight est reconnue en tant que langue nationale à la suite de l'amendement de la Constitution. Puis, en 2016, elle devient une langue officielle à la suite d'une autre révision constitutionnelle. En 2009, la chaîne TV4 (Amazigh) est créée. En 2017, Bouteflika annonce sa décision de faire du Yennayer une journée chômée et payée à partir du 12 janvier de chaque année,. La même année, un centre de recherche en langue et culture amazighes est créé.

## Communication et médias

### Premier mandat (1999-2004)
Lors de sa visite à Paris en 2000, Bouteflika adopte une position plus dure sur plusieurs sujets, rejetant la construction d'un « grand Maghreb uni » et imposant des conditions aux pieds-noirs souhaitant retourner en Algérie. Son style de communication est marqué par l'utilisation d'imparfaits du subjonctif et de formules précieuses. Il utilise des tactiques de culpabilisation et de menace envers la France pour atteindre ses objectifs. Il affiche une position ferme sur les droits de l'homme et l'armée, minimisant la question des « disparus » et soulignant le rôle central de l'armée dans la République algérienne. Bouteflika revendique une autonomie vis-à-vis de l'armée et affirme que leur relation est heureuse (analyse du journal Libération sur l'interview accordé à la chaine France 2 le 16 juin 2000). L'arrogance de ses propos lui est reprochée.

### Deuxième mandat (2004-2009)
En 2004, Bouteflika a décidé de geler indéfiniment l'activité du bureau de la chaîne qatari Al Jazeera à Alger, en réponse à la diffusion par cette dernière du programme « Etidjah El Mouaakes » de Fayçal al Kacim sur la situation en Algérie après les élections présidentielles de cette année-là.

### Quatrième mandat (2014-2019)
En 2018, Abdelaziz Bouteflika effectue sa dernière apparition publique, sur un fauteuil roulant, lors de l'inauguration d'une extension du métro à Alger.

## Décorations
- Sadr puis grand maître de l'ordre du Mérite national d'Algérie ( Algérie)
- Grande étoile de l'ordre du Mérite national d'Autriche ( Autriche, 17 juin 2003)
- Grand collier de l'ordre national de la Croix du Sud ( Brésil, 2 janvier 2006)
- Grand ordre de Mugunghwa ( Corée du Sud, 11 mars 2006)
- Médaille de l'ordre de José Martí ( Cuba, 6 mai 2001)
- Collier de l'ordre du Mérite civil ( Espagne, 5 octobre 2002)
- Collier de l'ordre du Mérite ( Hongrie, 30 mai 2007)
- Chevalier grand-croix au grand cordon de l'ordre du Mérite de la République italienne ( Italie, 15 novembre 1999)
- Grand-croix de l'ordre national du Mali ( Mali, 31 août 2015)
- Compagnon d'honneur avec collier de l'ordre national du Mérite ( Malte, 20 janvier 2016)
- Gand cordon de l'ordre de l'étoile de Bethléem ( Palestine, 22 décembre 2014)
- Grand-croix de l'ordre du Soleil ( Pérou, 18 mai 2005)
- Grand collier de l'ordre de l'Infant Dom Henrique ( Portugal, 14 janvier 2003)
- Médaille de l'ordre de l'Amitié ( Russie, 2006)
- Grand cordon de l'ordre de la République serbe (en) ( Serbie, 5 février 2016)
- Grand cordon de l'ordre de la République ( Tunisie, 2015)
- Grand-croix de l'ordre de Francisco de Miranda (en) ( Venezuela, 2009)